# Burg Neuberk
Die Burg Neuberk (deutsch Neuberg) ist die Ruine einer Höhenburg in Podhradí in Tschechien.

## Geschichte
Die Burg Neuberg ist namensgebend für die Familie von Neuberg. Sie wird 1288 erstmals urkundlich erwähnt. Aufgrund der Raubzüge lokaler Adeliger gegen die Reichsstadt Eger zerstörte Karl IV. die Burg, die kurz darauf wieder aufgebaut wurde, worauf sich auch die Raubzüge fortsetzten. Im Jahr 1327 übertrugen die Neuberger dem böhmischen König Johann ihren reichsfreien Besitz und erhielten ihn als Lehen zurück. Der Besitz ging 1392 an die Familie von Zedtwitz über. Nach dem Dreißigjährigen Krieg blieb die Burg unbewohnt und verfiel. Erhalten geblieben ist hauptsächlich der Bergfried, der sich auf einem Felsmassiv über dem Dorf erhebt. Kellergewölbe wurden im Zweiten Weltkrieg zum Luftschutzbunker umgebaut. In unmittelbarer Nähe befindet sich die Ruine des 1902 abgebrannten Schlosses Oberteil (Horní zámek), von dem umfangreiche Mauerreste erhalten sind. Das Untere Schloss (Dolní zámek) ließ man in der Zeit der Tschechoslowakei verfallen. Auf dem Bergzug befindet sich außerdem noch die evangelische Kirche Zum Guten Hirten.